# Englands pensionärsparti
Pensioners Party var ett engelskt politiskt parti för pensionärer. Partiledare var Roger Edwards. Partiet har deltagit i två val till Europaparlamentet, 2004 och 2009.